# Pugni in faccia
Pugni in faccia è un mixtape dei rapper italiani Inoki e Mad Dopa, pubblicato nel 2010 dalla Honiro Label.
Il mixtape vanta di molte presenze come Mopashà, Amir, Mic Meskin, Lama Islam, Nunzio e molti altri.

## Tracce
1. Intro – 0:29
2. Maschera (feat. Jerry Feel) – 3:15
3. Senza controllo (feat. Mopashà, Mic Meskin, Younes, Nunzio) – 5:10
4. Occhi giù (feat. Mopashà, Mic Meskin, Nunzio) – 3:28
5. Uniamo (feat. Lama Islam, Nunzio, MC Casaoui, Mopashà) – 3:49
6. Ultimo round (feat. Amir) – 2:27
7. Una hit (feat. Lama Islam) – 2:18
8. Contro corrente (feat. Giorgio Rude, Snake, Mone) – 4:04
9. Coscienza (feat. Wave Mc, DJ Yaner) – 3:16
10. Si gira (feat. Micromala) – 4:11
11. Bad Man (feat. Lu Marra) – 2:46
12. Fore de capu (feat. Farga, Mopashà, Prisca Dere, Keane, Greta Ril) – 5:50
13. Nu cunti (feat. Gianni KG) – 2:50
14. Lu ricordu tou (feat. Giorgio Rude, Jerry Feel) – 4:06
15. Non sai cosa darei (feat. Greta Ril, Revman, Giorgio Rude, Mopashà, Dere) – 4:45
16. Dumane lu core (feat. Farga) – 4:00
17. Vicino a Venere (feat. Greta Ril, Mopashà) – 4:11